# Llista de compostos inorgànics (bloc f)
|  |

| Accés a altres blocs d'elements   |
| bloc s - bloc p - bloc d - bloc f |
| Blocs de la taula periòdica       |

## Americi, Am
Bromur d'americi(III), AmBr₃ - 
Clorur d'americi(III), AmCl₃ - 
Fluorur d'americi(III), AmF₃ - 
Fluorur d'americi(IV), AmF₄ - 
Iodur d'americi(III), AmI₃ - 
Òxid d'americi(IV), AmO₂

## Berkeli, Bk
Bromur de berkeli(III), BkBr₃ - 
Carbonat de berkeli(III), Bk₂(CO₃)₃ - 
Clorur de berkeli(III), BkCl₃ - 
Fluorur de berkeli(III), BkF₃ - 
Iodur de berkeli(III), BkI₃ - 
Nitrat de berkeli(III), Bk(NO₃)₃ - 
Òxid de berkeli(III), Bk₂O₃ - 
Fosfat de berkeli(III), BkPO₄ - 
Sulfat de berkeli(III), Bk₂(SO₄)₃ - 
Sulfur de berkeli(III), Bk₂S₃

## Californi, Cf
Bromur de californi(III), CfBr₃ - 
Carbonat de californi(III), Cf₂(CO₃)₃ - 
Clorur de californi(III), CfCl₃ - 
Fluorur de californi(III), CfF₃ - 
Fosfat de californi(III), CfPO₄ - 
Iodur de californi(III), CfI₃ - 
Nitrat de californi(III), Cf(NO₃)₃ - 
Òxid de californi(III), Cf₂O₃ - 
Sulfat de californi(III), Cf₂(SO₄)₃ - 
Sulfur de californi(III), Cf₂S₃

## Ceri, Ce
Borur de ceri, CeB₆ - 
Bromu de ceri(III), CeBr₃ -
Carbonat de ceri(III), Ce₂(CO₃)₃ - 
Carbur de ceri, Ce₂C₃ - 
Carbur de ceri(III), CeC₂ - 
Clorur de ceri(III), CeCl₃ - 
Fluorur de ceri(III), CeF₃ - 
Fluorur de ceri(IV), CeF₄ - 
Iodur de ceri(II), CeI₂ - 
Iodur de ceri(III), CeI₃ - 
Hidrur de ceri(II), CeH₂ - 
Nitrur de ceri, CeN - 
Òxid de ceri(III), Ce₂O₃ - 
Òxid de ceri(IV), CeO₂ - 
Fosfat de ceri(III), CePO₄ - 
Silicur de ceri, CeSi₂ - 
Sulfat de ceri(III), Ce₂(SO₄)₃ -
Sulfat de ceri(IV), Ce(SO₄)₂ -
Sulfur de ceri(II), CeS - 
Sulfur de ceri(III), Ce₂S₃

## Curi, Cm
Clorur de curi(III),CmCl₃ - 
Òxid de curi(III), Cm₂O₃ - 
Òxid de curi(IV), CmO₂

## Disprosi, Dy
Bromur de disprosi(III), DyBr₃ - 
Carbonat de disprosi(III), Dy₂(CO₃)₃ - 
Clorur de disprosi(II)), DyCl₂ - 
Clorur de disprosi(III)), DyCl₃ - 
Fluorur de disprosi(III), DyF₃ - 
Hidrur de disprosi(III), DyH₃ - 
Iodur de disprosi(II), DyI₂ - 
Iodur de disprosi(III), DyI₃ - 
Nitrat de disprosi(III), Dy(NO₃)₃ - 
Nitrur de disprosi(III), DyN - 
Òxid de disprosi(III), Dy₂O₃ - 
Fosfat de disprosi(III), DyPO₄ - 
Sulfat de disprosi(III), Dy₂(SO₄)₃ - 
Sulfur de disprosi(III), Dy₂S₃ -

## Einsteini, Es
Bromur d'einsteini(III), EsBr₃ - 
Carbonat d'einsteini(III), Es₂(CO₃)₃ - 
Clorur d'einsteini(III), EsCl₃ - 
Fluorur d'einsteini(III), EsF₃ - 
Iodur d'einsteini(III), EsI₃ - 
Nitrat d'einsteini(III), Es(NO₃)₃ - 
Òxid d'einsteini(III), Es₂O₃ - 
Fosfat d'einsteini(III), |EsPO₄ - 
Sulfat d'einsteini(III), Es₂(SO₄)₃ - 
Sulfur d'einsteini(III), Es₂S₃

## Erbi, Er
Bromur d'erbi(III), ErBr₃ - 
Carbonat d'erbi(III), Er₂(CO₃)₃ - 
Clorur d'erbi(III), ErCl₃ - 
Fluorur d'erbi(III), ErF₃ - 
Hidrur d'erbi(III), ErH₃ - 
Iodur d'erbi(III), ErI₃ - 
Nitrat d'erbi(III), Er(NO₃)₃ - 
Òxid d'erbi(III), Er₂O₃ - 
Fosfat d'erbi(III), ErPO₄ - 
Sulfat d'erbi(III), Er₂(SO₄)₃ - 
Sulfur d'erbi(III), Er₂S₃ - 
Tel·lurur d'erbi(III), Er₂Te₃

## Europi, Eu
Bromur d'europi(II), EuCl₂ - 
Bromur d'europi(III), EuCl₃ - 
Carbonat d'europi(III), Eu₂(CO₃)₃ - 
Clorur d'europi(II), EuCl₂ - 
Clorur d'europi(III), EuCl₃ - 
Fluorur d'europi(II), EuF₂ - 
Fluorur d'europi(III), EuF₃ - 
Iodur d'europi(II), EuI₂ - 
Nitrat d'europi(III), Eu(NO₃)₃ - 
Nitrur d'europi(III), EuN - 
Òxid d'europi(III), Eu₂O₃ - 
Fosfat d'europi(III), EuPO₄ - 
Sulfat d'europi(II), EuSO₄, -
Sulfat d'europi(III), Eu₂(SO₄)₃

## Fermi, Fm
Bromur de fermi(III), FmBr₃ - 
Carbonat de fermi(III), Fm₂(CO₃)₃ - 
Clour de fermi(III), FmCl₃ - 
Fluorur de fermi(III), FmF₃ - 
Iodur de fermi(III), FmI₃ - 
Nitrat de fermi(III), Fm(NO₃)₃ - 
Òxid de fermi(III), Fm₂O₃ - 
Fosfat de fermi(III), FmPO₄ - 
Sulfat de fermi(III), Fm₂(SO₄)₃ - 
Sulfur de fermi(III), Fm₂S₃

## Gadolini, Gd
Carbonat de gadolini(III), Gd₂(CO₃)₃ - 
Bromur de gadolini(III), GdBr₃ - 
Clorur de gadolini(III), GdCl₃ - 
Fluorur de gadolini(III), GdF₃ - 
Iodur de gadolini(II), GdI₂ - 
Iodur de gadolini(III), GdI₃ - 
Nitrat de gadolini(III), Gd(NO₃)₃ - 
Nitrur de gadolini(III), GdN - 
Òxid de gadolini(III), Gd₂O₃ - 
Fosfat de gadolini(III), GdPO₄ - 
Selenur de gadolini(II), GdSe - 
Sulfat de gadolini(III), Gd₂(SO₄)₃ - 
Sulfur de gadolini(III), Gd₂S₃ - 
Tel·lurur de gadolini(III), Gd₂Te₃

## Holmi, Ho
Bromur d'holmi, HoBr₃ - 
Carbonat d'holmi, Ho₂(CO₃)₃ - 
Clorur d'holmi, HoCl₃ - 
Fluorur d'holmi, HoF₃ - 
Iodur d'holmi, HoI₃ - 
Nitrat d'holmi, Ho(NO₃)₃ - 
Nitrur d'holmi, HoN - 
Òxid d'holmi, Ho₂O₃ - 
Fosfat d'holmi, HoPO₄ - 
Silicur d'holmi, HoSi₂ - 
Sulfat d'holmi, Ho₂(SO₄)₃ - 
Sulfur d'holmi, Ho₂S₃

## Iterbi, Yb
Bromur d'iterbi(II), YbBr₂ - 
Bromur d'iterbi(III), YbBr₃ - 
Carbonat d'iterbi(III), Yb₂(CO₃)₃ - 
Clorur d'iterbi(II), YbCl₂ - 
Clorur d'iterbi(III), YbCl₃ - 
Fluorur d'iterbi(III), YbF₃ - 
Fosfat d'iterbi(III), YbPO₄ - 
Iodur d'iterbi(II), YbI₂ -
Iodur d'iterbi(III), YbI₃ - 
Nitrat d'iterbi(III), Yb(NO₃)₃ - 
Òxid d'iterbi(III), Yb₂O₃ - 
Sulfat d'iterbi(III), Yb₂(SO₄)₃ - 
Sulfur d'iterbi(III), Yb₂S₃

## Lawrenci, Lr
No hi ha compostos.

## Luteci, Lu
Borur de luteci, LuB₄ - 
Bromur de luteci, LuBr₃ - 
Carbonat de luteci, Lu₂(CO₃)₃ - 
Clorur de luteci, LuCl₃ - 
Fluorur de luteci, LuF₃ - 
Fosfat de luteci, LuPO₄ - 
Iodur de luteci, LuI₃ - 
Nitrat de luteci, Lu(NO₃)₃ - 
Nitrur de luteci, LuN - 
Òxid de luteci, Lu₂O₃ - 
Sulfat de luteci, Lu₂(SO₄)₃ - 
Sulfur de luteci, Lu₂S₃ - 
Tel·lurur de luteci, Lu₂Te₃

## Mendelevi, Md
No hi ha compostos.

## Neodimi, Nd
Borur de neodimi, NdB₆ - 
Bromur de neodimi, NdBr₃ - 
Clorur de neodimi, NdCl₃ - 
Fluorur de neodimi, NdF₃ - 
Iodur de neodimi, NdI₃ - 
Nitrat de neodimi, Nd(NO₃)₃ - 
Nitrur de neodimi, NdN - 
Òxid de neodimi, Nd₂O₃ - 
Sulfat de neodimi, Nd₂(SO₄)₃ - 
Sulfur de neodimi, Nd₂S₃ - 
Tel·lurur de neodimi, Nd₂Te₃

## Neptuni, Np
Clorur de neptuni(III), NpCl₃ - 
Clorur de neptuni(IV), NpCl₄ - 
Clorur de neptuni(V), NpCl₅ - 
Clorur de neptuni(VI), NpCl₆ - 
Fluorur de neptuni(IV), NpF₄ - 
Fluorur de neptuni(V), NpF₅ - 
Fluorur de neptuni(VI), NpF₆ - 
Òxid de neptuni(IV), NpO₂

## Nobeli, No
No hi ha compostos.

## Plutoni, Pu
Bromur de plutoni(III), PuBr₃ - 
Clorur de plutoni(III), PuCl₃ - 
Fluorur de plutoni(III), PuF₃ - 
Fluorur de plutoni(IV), PuF₄ - 
Fluorur de plutoni(VI), PuF₆ - 
Iodur de plutoni(III), PuI₃ - 
Nitrur de plutoni(III), PuN - 
Òxid de plutoni(II), PuO - 
Òxid de plutoni(III), Pu₂O₃ - 
Òxid de plutoni(IV), PuO₂

## Praseodimi, Pr
Borur de praseodimi, PrB₆ - 
Bromur de praseodimi, PrBr₃ - 
Carbonat de praseodimi, Pr₂(CO₃)₃ - 
Clorur de praseodimi, PrCl₃ - 
Fluorur de praseodimi, PrF₃ - 
Fosfat de praseodimi, PrPO₄ - 
Iodur de praseodimi, PrI₃ - 
Nitrat de praseodimi, Pr(NO₃)₃ - 
Nitrur de praseodimi, PrN - 
Òxid de praseodimi, Pr₂O₃ - 
Silicur de praseodimi, PrSi₂ - 
Sulfat de praseodimi, Pr₂(SO₄)₃ - 
Sulfur de praseodimi, Pr₂S₃ - 
Tel·lurur de praseodimi, Pr₂Te₃

## Prometi, Pm
Bromur de prometi, PmBr₃ - 
Carbonat de prometi, Pm₂(CO₃)₃ - 
Clorur de prometi, PmCl₃ - 
Fluorur de prometi, PmF₃ - 
Fosfat de prometi, PmPO₄ - 
Iodur de prometi, PmI₃ - 
Nitrat de prometi, Pm(NO₃)₃ - 
Òxid de prometi, Pm₂O₃ - 
Sulfat de prometi, Pm₂(SO₄)₃ - 
Sulfur de prometi, Pm₂S₃

## Protoactini, Pa
Clorur de protoactini(III), PaCl₃ - 
Clorur de protoactini(IV), PaCl₄ - 
Clorur de protoactini(V), PaCl₅ - 
Clorur de protoactini(VI), PaCl₆ - 
Fluorur de protoactini(IV), PaF₄ - 
Fluorur de protoactini(V), PaF₅ - 
Fluorur de protoactini(VI), PaF₆ - 
Òxid de protoactini(IV), PaO₂

## Samari, Sa
Bromur de samari(II), SmBr₂ - 
Bromur de samari(III), SmBr₃ - 
Carbonat de samari(III), Sm₂(CO₃)₃ - 
Clorur de samari(II), SmCl₂ - 
Clorur de samari(III), SmCl₃ - 
Disiliciur de samari, SmSi₂ - 
Fluorur de samari(II), SmF₂ - 
Fluorur de samari(III), SmF₃ - 
Fosfat de samari(III), SmPO₄ - 
Hexaborur de samari, SmB₆ - 
Iodur de samari(II), SmI₂ - 
Iodur de samari(III), SmI₃ - 
Nitrat de samari(III), Sm(NO₃)₃ - 
Òxid de samari(III), Sm₂O₃ - 
Sulfat de samari(III), Sm₂(SO₄)₃ - 
Sulfur de samari(III), Sm₂S₃ - 
Tel·lurur de samari(III), Sm₂Te₃

## Terbi, Tb
Clorur de terbi, TbCl₃ - 
Iodur de terbi, TbI₃ - 
Nitrur de terbi, TbN - 
Òxid de terbi, Tb₂O₃ - 
Silicur de terbi, TbSi₂ - 
Sulfur de terbi, Tb₂S₃

## Tori, Th
Borur de tori, ThB₆ - 
Bromur de tori, ThBr₄ - 
Carbur de tori, ThC - 
Clorur de tori, ThCl₄ - 
Dicarbur de tori, ThC₂ - 
Fluorur de tori, ThF₄ - 
Hidrur de tori, ThH₂ - 
Iodur de tori, ThI₄ - 
Nitrur de tori, ThN - 
Silicat de tori, ThSiO₄ - 
Òxid de tori, ThO₂ - 
Selenur de tori, ThSe₂ - 
Silicur de tori, ThSi₂ - 
Sulfat de tori, Th(SO₄)₂ - 
Sulfur de tori, ThS₂

## Tuli, Tm
Bromur de tuli, TmBr₃ - 
Clorur de tuli, TmCl₃ - 
Fluorur de tuli, TmF₃ - 
Iodur de tuli, TmI₃ - 
Òxid de tuli, Tm₂O₃

## Urani, U
Bromur d'urani(III), UBr₃ - 
Bromur d'urani(IV), UBr₄ - 
Bromur d'urani(V), UBr₅ - 
Carbur d'urani, UC - 
Clorur d'urani(III), UCl₃ - 
Clorur d'urani(IV), UCl₄ - 
Clorur d'urani(V), UCl₅ - 
Clorur d'urani(VI), UCl₆ - 
Diborur d'urani, UB₂ - 
Dicarbur d'urani, UC₂ - 
Fluorur d'urani(III), UF₃ - 
Fluorur d'urani(IV), UF₄ - 
Fluorur d'urani(V), UF₅ - 
Fluorur d'urani(VI), UF₆ - 
Hidrur d'urani(III), UH₃ - 
Iodur d'urani(III), UI₃ - 
Iodur d'urani(IV), UI₄ - 
Nitrur d'urani, UN -
Òxid d'urani(IV, V), U₄O9 - 
Òxid d'urani(IV), UO₂ - 
Òxid d'urani(V, VI), U₃O₈ - 
Òxid d'urani(VI), UO₃ - 
Tetraborur d'urani, UB₄ - 
Tricarbur de diurani, U₂C₃ - 
Trinitrur de diurani, U₂N₃
Clorur de dioxidourani(2+), UO₂Cl₂ - 
Nitrat de dioxidourani(2+), UO₂(NO₃)₂ - 
Sulfat de dioxidourani(2+), UO₂SO₄